# Quận Nash, North Carolina
Quận Nash là một quận nằm ở tiểu bang Bắc Carolina. Quận này thuộc vùng thống kê dân số Rocky Mount, Bắc Carolina. Tại thời điểm năm 2000, quận có dân số 87.420 người. Quận lỵ đóng ở Nashville.6
Quận được lập ngày năm 1777 từ quận Edgecombe. Tên gọi được đặt theo Francis Nash, người bị thương năm 1777 trong trận Germantown.
Năm 1855, một số khu vực của Nash, Edgecombe, quận Johnston, và quận Wayne được hợp nhất để lập quận Wilson, Bắc Carolina.

## Địa lý
Theo Cục điều tra dân số Hoa Kỳ, quận có tổng diện tích 543 dặm Anh vuông (1.406 km²), trong đó, 540 dặm Anh vuông (1.399 km²) là diện tích đất và 2 dặm Anh vuông (6 km²) trong tổng diện tích (0,45%) là diện tích mặt nước.

### Các thị trấn
Quận được chia thành 17 xã: Bailey, Battleboro, Castalia, Coopers, Dry Wells, Ferrells, Griffins, Jackson, Mannings, Nashville, North Whitakers, Oak Level, Red Oak, Rocky Mount, Spring Hope, South Whitakers, và Stony Creek.

### Các quận giáp ranh
- Quận Halifax, Bắc Carolina - Bắc
- Quận Edgecombe, Bắc Carolina - Đông
- Quận Wilson, Bắc Carolina - Nam
- Quận Johnston, Bắc Carolina - Tây nam
- Quận Franklin, Bắc Carolina - Tây
- Quận Wake, Bắc Carolina - Tây nam

## Thông tin nhân khẩu
Theo cuộc điều tra dân số2 tiến hành năm 2000, quận này có dân số 87.420 người, 33.644 hộ, và 23.920 gia đình sinh sống trong quận này. Mật độ dân số là 162 người trên mỗi dặm Anh vuông (62/km²). Có 37.051 đơn vị nhà ở với một mật độ bình quân là 69 trên mỗi dặm Anh vuông (26/km²). Cơ cấu chủng tộc của dân cư sinh sống tại quận này gồm 61,94% người da trắng, 33,93% người da đen hoặc người Mỹ gốc Phi, 0,45% người thổ dân châu Mỹ, 0,57% người gốc châu Á, 0,02% người các đảo Thái Bình Dương, 2,06% từ các chủng tộc khác, và 1,02% từ hai hay nhiều chủng tộc. 3,36% dân số là người Hispanic hoặc người Latin thuộc bất cứ chủng tộc nào.
Có 33,644 hộ trong đó có 32,70% có con cái dưới tuổi 18 sống chung với họ, 52,70% là những cặp kết hôn sinh sống với nhau, 14,50% có một chủ hộ là nữ không có chồng sống cùng, và 28,90% là không gia đình. 25,00% trong tất cả các hộ gồm các cá nhân và 9,60% có người sinh sống một mình và có độ tuổi 65 tuổi hay già hơn. Quy mô trung bình của hộ là 2,54 còn quy mô trung bình của gia đình là 3,02,
Phân bố độ tuổi của cư dân sinh sống trong huyện là 25,40% dưới độ tuổi 18, 8,50% từ 18 đến 24, 30,10% từ 25 đến 44, 23,50% từ 45 đến 64, và 12,40% người có độ tuổi 65 tuổi hay già hơn. Độ tuổi trung bình là 36 tuổi. Cứ mỗi 100 nữ giới thì có 92,70 nam giới. For every 100 nữ giới có độ tuổi 18 và lớn hơn thì, có 89,10 nam giới.
Thu nhập bình quân của một hộ ở quận này là 37.147 USD, và thu nhập bình quân của một gia đình ở quận này là 44.769 đô la Mỹ, Nam giới có thu nhập bình quân $32.459 so với mức thu nhập $24.438 đối với nữ giới. Thu nhập bình quân đầu người của quận là $18.863, khoảng 10,30% gia đình và 13,40% dân số sống dưới ngưỡng nghèo, bao gồm 17,80% những người có độ tuổi 18 và 15,20% là những người 65 tuổi hoặc già hơn.

## Thành phố và thị trấn
- Bailey
- Battleboro
- Castalia
- Dortches
- Middlesex
- Momeyer
- Nashville
- Red Oak
- Rocky Mount
- Spring Hope
- Whitakers